# Melinnopsis arctica
Melinnopsis arctica är en ringmaskart som först beskrevs av Annenkova 1931.  Melinnopsis arctica ingår i släktet Melinnopsis och familjen Ampharetidae. Arten har ej påträffats i Sverige. Inga underarter finns listade i Catalogue of Life.